# Wimbledon 1925
De 45e editie van het Britse grandslamtoernooi, Wimbledon 1925, werd gehouden van maandag 22 juni tot en met maandag 6 juli 1925. Voor de vrouwen was het de 38e editie van het graskampioenschap. Het toernooi werd gespeeld op de Church Road bij de All England Lawn Tennis and Croquet Club in de wijk Wimbledon van de Britse hoofdstad Londen. 
Het was de eerste editie van Wimbledon met een kwalificatietoernooi. In het enkelspel waren er acht plaatsten te verdienen in de kwalificatie en in alle drie de dubbeltoernooien waren er vier kwalificatieplekken.
Op de enige zondag tijdens het toernooi (Middle Sunday) werd traditioneel niet gespeeld.

## Belangrijkste uitslagen
Mannenenkelspel

Finale: René Lacoste (Frankrijk) won van Jean Borotra (Frankrijk) met 6–3, 6–3, 4–6, 8–6 
Vrouwenenkelspel

Finale: Suzanne Lenglen (Frankrijk) won van Joan Fry (Verenigd Koninkrijk) met 6–2, 6–0 
Mannendubbelspel

Finale: Jean Borotra (Frankrijk) en René Lacoste (Frankrijk) wonnen van Raymond Casey (Verenigde Staten) en John Hennessey (Verenigde Staten) met 6–4, 11–9, 4–6, 1–6, 6–3 
Vrouwendubbelspel

Finale: Suzanne Lenglen (Frankrijk) en Elizabeth Ryan (Verenigde Staten) wonnen van Kathleen Bridge (Verenigd Koninkrijk) en Mary McIlquham (Verenigd Koninkrijk) met  6–2, 6–2 
Gemengd dubbelspel

Finale: Suzanne Lenglen (Frankrijk) en Jean Borotra (Frankrijk) wonnen van Elizabeth Ryan (Verenigde Staten) en Uberto de Morpurgo (Italië) met 6–3, 6–3 
Een juniorentoernooi werd voor het eerst in 1947 gespeeld.